# Champasak (reino)
Champasak fue un reino que se estableció al sur de Laos en 1713 y que se separó del reino de Lan Xang. Prosperó al comienzo del siglo XVIII, pero fue reducido a un estado vasallo de Siam a finales de siglo. Tras la instauración del protectorado francés en Indochina hacia 1904 el reino fue degradado a un principado con un poder muy limitado. Champasak fue abolido en 1946 tras la formación del Reino de Laos.

## Reyes de Champasak (1703-1904)
- Nokasad (1713-1737)
- Sayakumane (1737-1791, regente de Nokasad desde 1725 hasta 1738)
- Fay Na (1791-1811)
- No Muong (1811, reinó por tres días)
- Nou (1811-1813)
- Manoi (1813-1819)
- Interregno-Reinado de Yo Nho de Vientiane (1819-1826)
- Huy (1826-1841)
- Nark (1841-1851)
- Boua (1851-1852)
- Ocupación tailandesa (1852-1856)
- Kham Nai (1856-1858)
- Chu (1858-1860)
- Interregno 1860-1862
- Kham Souk (1863-28 de julio de 1900)
- Ratsadanay (28 de julio de 1900-22 de noviembre de 1904)

## Príncipes de Champasak (1904-presente)
- Ratsadanay (22 de noviembre de 1904-1945)
- Boun Oum (1945-1980, renunció al trono laosiano el 27 de agosto de 1946)
- Champhonsak (1980-presente)